# Schoolboys in Disgrace
Schoolboys in Disgrace o The Kinks Present Schoolboys in Disgrace es el decimocuarto álbum de estudio de la banda británica de rock The Kinks. Se preparó como ópera rock y para encajar en la película del mismo título del director Bobcat Goldthwait.
Mr. Flash es el nombre que se le dio al villano de la ópera rock, Preservation: Acts 1 & 2. La portada del disco fue diseñado por Mickey Finn de T. Rex.

## Lista de canciones
- Todas las canciones compuestas por Ray Davies

1. "Schooldays" – 3:31
2. "Jack the Idiot Dunce" – 3:19
3. "Education" – 7:07
4. "The First Time We Fall in Love" – 4:01
5. "I'm in Disgrace" – 3:21
6. "Headmaster" – 4:03
7. "The Hard Way" – 2:35
8. "The Last Assembly" – 2:45
9. "No More Looking Back" – 4:27
10. "Finale" – 1:02

## Personal
- Ray Davies : voz, guitarra, piano
- Dave Davies : guitarra líder, voz
- Mick Avory : batería
- John Dalton : bajo
- John Gosling : teclados

- John Beecham : trombón
- Alan Holmes : saxo
- Nick Newell : saxo tenor
- Pamela Travis : coros
- Debbie Doss : coros
- Shirley Roden : coros

- Composión, arreglos y producción - Raymond Douglas Davies
- Ingeniería - Roger Wake